# Józef Cyrankiewicz
Józef Adam Zygmunt Cyrankiewicz (n. 23 aprilie 1911 - d. 20 ianuarie 1989) a fost un om politic polonez de orientare socialistă și comunistă.
A fost premierul Republicii Populare Polone în perioada 1947 - 1952 și președinte al țării între 1970 și 1972.